# Icteranthidium aurantiacum
Icteranthidium aurantiacum is een vliesvleugelig insect uit de familie Megachilidae. De wetenschappelijke naam van de soort is voor het eerst geldig gepubliceerd in 1969 door Pasteels.